# Pedro Gómez Barroso de Sotomayor
Para otros personajes de nombre similar, véanse Pedro Gómez y Pedro Gómez Barroso.
Pedro Gómez Barroso de Sotomayor o bien Pero Gómez Barroso (Toledo, c. 1270 - Aviñón, 1345) era un noble castellano que se hizo eclesiástico y pasó a ser el obispo de Cartagena en 1326 y luego sería nombrado por el papa como cardenal en 1327.

## Biografía hasta ser nombrado obispo

### Origen familiar y primeros años
Pedro Gómez Barroso de Sotomayor era hijo de Fernán Pérez Barroso, señor de la dehesa de Calabazas, y de Mencía Méndez de Sotomayor. Tuvo al menos dos hermanos, Sancha Fernández Barroso que se casó con Pedro López de Ayala y fueron los padres de Sancho y del adelantado mayor murciano Fernán Pérez de Ayala, señor de Torrejón de Velasco, y el hermano Garci Fernández Barroso, II señor de Parla, cuyo mayorazgo lo heredó de su hermano Pedro por no tener descendencia.

### Consejero real y obispo de Cartagena
Fue consejero del rey Alfonso XI de Castilla, luego pasó a ser prior de Sevilla y posteriormente fue nombrado obispo de Cartagena en 1326.

## Cardenal, señor feudal y deceso

### Nombramiento como cardenal
Al año siguiente el papa Juan XXII le creó cardenal de Santa Práxedes, en cuya dignidad intervino en los cónclaves en que fueron elegidos Benedicto XII y Clemente VI; en tiempos de Benedicto cambió su título por el de Santa Sabina.
Fue el primer cardenal a quien se envió la birreta, pues con anterioridad era costumbre que los nombrados lo recibieran directamente de manos del papa.

### Primer señor de Parla
El 6 de enero del año 1338 en Trujillo, el rey Alfonso XI de Castilla, cede la aldea de Parla al cardenal Pedro Barroso, concediéndole el título de primer señor de Parla.

### Fallecimiento y sepultura
Finalmente el cardenal Pedro Gómez Barroso fallecería en Aviñón en 1345, y fue enterrado en el convento de santa Práxedes que él mismo había fundado. Al no tener descendiente directos heredó su señorío de Parla al hermano Garci Fernández Barroso.

## Obras literarias
Dejó escritas varias obras, de las que solo se conserva una: Libro de los conseios et conseieros.

## Confusión con otros eclesiásticos
Históricamente ha sido confundido con otros eclesiásticos de nombre similar:
varios autores lo mencionan erróneamente como obispo de Sigüenza,
Coímbra, Lisboa, o Sevilla, confundiéndole con Pedro Gómez Álvarez de Albornoz (1322-1374), a quien algunos mencionan como su sobrino, o con Pedro Gómez Barroso (1331-1390).
Otros lo mencionan como fallecido el 14 de julio de 1348.